# Distretto di Tagata
Il distretto di Tagata (田方郡, Tagata-gun?) è uno dei distretti della prefettura di Shizuoka, in Giappone.
Attualmente fa parte del distretto solo il comune di Kannami.